# Gargamella (zoologia)
Gargamella Bergh, 1894 è un genere di molluschi nudibranchi della famiglia Discodorididae.

## Tassonomia
Il genere Gargamella include le seguenti specie:
- Gargamella blokoverdensis Moro & Ortea, 2015
- Gargamella bovina Garovoy, Valdés & Gosliner, 1999
- Gargamella gravastella Garovoy, Valdés & Gosliner, 1999
- Gargamella immaculata Bergh, 1894 - specie tipo
- Gargamella lemchei (Ev. Marcus, 1976)
- Gargamella perezi (Llera & Ortea, 1982)
- Gargamella wareni Valdés & Gosliner, 2001

### Sinonimi
- Gargamella latior Odhner, 1926: sinonimo di Gargamella immaculata
- Gargamella novozealandica Eliot, 1907: sinonimo di Jorunna pantherina